# علل الترمذي الكبير
علل الترمذي الكبير هو أحد كتب الحديث، ألفه أبو عيسى محمد الترمذي (209 هـ-279 هـ)، الكتاب هو عبارة عن عدة أحاديث يرويها الإمام الترمذي بأسانيده، ثم يعقبها بالحكم على كل حديث منها إما بكلامه وإما بكلام شيوخة الذين يذكرهم، فيقول عقب الحديث : سألت عنه فلان، فقال: كذا، وقد كان النصيب الأوفر من الحكم على هذه الأحاديث من نصيب الإمام البخاري والذي يصدر المؤلف نقل كلامه بقوله : سألت عنه محمد، ويقول في بعض الأحيان : سألت عنه محمد بن إسماعيل، وقد بلغت نصوص هذا الكتاب 484 نصا مسندا.